# Clossiana martini
Clossiana martini är en fjärilsart som beskrevs av Gunder 1934. Clossiana martini ingår i släktet Clossiana och familjen praktfjärilar. Inga underarter finns listade i Catalogue of Life.